# Ямайка на зимових Олімпійських іграх 1994
Ямайка на зимових Олімпійських іграх 1994 була представлена 4 спортсменами. Збірна не завоювала жодної медалі.